# راسيل غرين
راسيل غرين (بالإنجليزية: Russell Green)‏ (13 أغسطس 1933 في المملكة المتحدة - 21 أبريل 2012 في المملكة المتحدة) هو لاعب كرة قدم بريطاني في مركز نصف الجناح. لعب مع نادي غاينسبورو ترينيتي ولينكولن سيتي أف سي ونادي كوربي تاون.